# Arp (Teksas)
Arp je grad u američkoj saveznoj državi Teksas. Prema popisu stanovništva iz 2010. u njemu je živjelo 970 stanovnika.